# کلاف برداری

نوار موبیوس (که بی‌نهایت گسترش یافته است) یک کلاف خطی روی کره یک بعدی است. در همسایگی هر نقطه از ، به‌طور موضعی شبیه است (که در آن یک کمان باز شامل آن نقطه است)، اما کل کلاف با (که یک استوانه است) متفاوت است.

در ریاضیات، یک کلاف برداری یک ساختار توپولوژیکیست که ایده خانواده‌ای از فضاهای برداری پارامتر شده توسط یک فضای دیگر چون {\displaystyle X} را به شکل دقیق در می‌آورد (به‌عنوان مثال {\displaystyle X} می‌تواند فضای توپولوژیکی، یک منیفلد یا یک واریته جبری باشد): برای هر نقطه {\displaystyle x} از فضای {\displaystyle X}، یک فضای برداری {\displaystyle V(X)} را نظیر (یا الصاق) می‌کنیم، چنان که این فضاهای برداری برای تشکیل یک فضا از نوع {\displaystyle X} به شکل مناسبی هم متصل می‌شوند (به‌عنوان مثال، یک فضای توپولوژی، منیفلد یا واریته جبری)، که به آن کلاف برداری روی {\displaystyle X} گویند. 
ساده‌ترین مثال حالتی است که خانواده فضاهای برداری، ثابت باشند، یعنی یک فضای برداری مشخصی چون {\displaystyle V} وجود دارد چنان که برای تمام {\displaystyle x} در {\displaystyle X} داریم {\displaystyle V(X)=V}: در این شرایط، یک کپی از {\displaystyle V} برای هر {\displaystyle x} در {\displaystyle X} وجود دارد و این کپی ها با هم جور هستند به گونه‌ای که همگی تشکیل یک کلاف برداری {\displaystyle X\times V} روی {\displaystyle X} را می‌دهند. چنین کلاف‌های برداری را بدیهی گویند. یک دسته از مثال‌های پیچیده‌تر (که برای الگو مناسب ترند) کلاف‌های مماس منیفلدهای هموار (یا دیفرانسیل‌پذیر) می‌باشند: برای هر نقطه از چنین منیفلدی، یک فضای مماس در آن نقطه به منیفلد الصاق می‌کنیم. در کل، کلاف‌های برداری، کلاف‌های بدیهی نیستند. به‌عنوان مثال، کلاف مماس یک کره براساس قضیه توپ مویی غیر‌بدیهی است. در حالت کلی، یک منیلفد را موازی‌پذیر گویند اگر و تنها اگر کلاف مماس آن بدیهی باشد. 
با‌این‌حال، تقریباً همیشه نیاز می‌شود که یک کلاف برداری به‌طور موضعی بدیهی، یعنی مثال‌هایی از کلاف‌های تاری باشند. همچنین معمولاً نیاز است که فضاهای برداری روی اعداد حقیقی یا مختلط تعریف شوند، در این صورت به کلاف‌های متناظر آنها به‌ترتیب کلاف‌های حقیقی و کلاف‌های مختلط گویند. کلاف‌های برداری مختلط را می‌توان به‌صورت کلاف‌های برداری حقیقی با ساختاری اضافی دید. در ادامه، ما بر روی کلاف‌های حقیقی در رسته فضاهای توپولوژی می‌پردازیم. 